# Клейтон, Адам
А́дам Чарльз Кле́йтон (англ. Adam Charles Clayton; род. 13 марта 1960, селение Чиннор, графство Оксфордшир, Великобритания) — бас-гитарист ирландской рок-группы U2. Адам Клейтон — британский гражданин, но с пятилетнего возраста проживал в ирландском графстве Дублин, когда его семья в 1965 году переехала в Малахайд. Клейтон широко известен исполнением партии бас-гитары в таких песнях, как New Year’s Day и With or Without You. В течение своей карьеры он работал над несколькими сольными проектами, например, музыкальной темой к фильму 1996 года «Миссия невыполнима» (с коллегой по группе Ларри Малленом-младшим). В составе U2 Адам Клейтон получил 22 награды «Грэмми».

## Биография

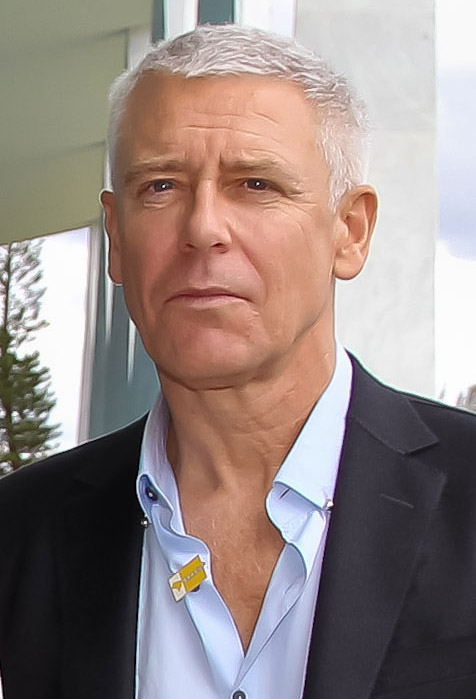
2011 год

Адам — старший ребёнок Брайена и Джо Клейтон, родился 13 марта 1960 года в селении Чиннор английского графства Оксфордшир. В 5 лет семья Клейтона переехала из Оксфордшира в Малахайд, близ Дублина, где родился его брат Себастьян. Семейство Клейтонов сдружилось с Эвансами, оба сына которых, Дик и Дейв (более известный по прозвищу Эдж, англ. The Edge), были участниками исходной группы Feedback, из которой родилась U2.
Клейтон учился в школе-интернате при колледже Св. Колумбы в Ратфарнеме, южном предместье Дублина. Позднее он сменил школу на общеобразовательную Mount Temple в Дублине, где встретился с участниками группы: Полом Хьюсоном (Боно) и Ларри Малленом-младшим, а также воссоединился с другом детства Дейвом Эвансом (Эджем). Маллен вывесил на школьной доске объявлений сообщение для музыкантов с предложением создать с ним группу; Клейтон явился на первый просмотр, где также присутствовали Дейв Эванс со старшим братом Диком и двое друзей Маллена: Иэн Маккормик и Питер Мартин. Последние покинули группу ещё на зачаточной стадии. Пока группа была квинтетом в составе Боно, Эджа, Маллена, Эванса и Клейтона, она называлась Feedback. Потом сменила имя на The Hype, а вслед за уходом Дика Эванса стала называться U2. Клейтон исполнял обязанности первого менеджера группы до приглашения более опытного Пола Макгиннесса, поскольку раньше других окончил школу.
В 1981 году, во время выхода второго, духовно наполненного, альбома U2 October, в группе возник разлад между Клейтоном и Макгиннессом с тремя остальными участниками группы. Боно, Эдж и Маллен вступили в христианский кружок и задавались вопросом о совместимости рок-музыки с собственной одухотворённостью. Клейтон, с его неопределёнными религиозными воззрениями, был этим не так увлечён и оказался совершенно чужим человеком, пока не состоялась свадьба Боно с Элисон Стюарт, где он был свидетелем.
В августе 1989 года Адам Клейтон попал на страницы газет по всему свету, будучи задержан в Дублине за ношение небольшого количества марихуаны. Однако он не был осуждён, сделав крупное пожертвование на благотворительные цели и раскаявшись:

Это было моей собственной ошибкой. И я убеждён, что просто потерял голову, вообще ни о чём не волнуясь. Но это серьёзно, потому что противозаконно.
Оригинальный текст (англ.)It was my own fault. And I’m sure I was out of my head — emotionally apart from anything else. But it is serious because it is illegal.
— 
У Клейтона также были проблемы с алкоголем, назревшие 26 ноября 1993 года, когда он был так пьян, что не смог играть на вечернем концерте в Сиднее. Однако после этого инцидента он бросил пить.
В 1995 году, после знаменательного тура Zoo TV и выхода альбома Zooropa, Клейтон отправился в Нью-Йорк вместе с Малленом, чтобы получить официальное обучение по классу бас-гитары; вплоть до этого он был полным самоучкой. В этот период он работал над экспериментальным альбомом U2, выпущенным под псевдонимом Passengers с заглавием Original Soundtracks 1. Данный альбом характеризуется одним из немногочисленных случаев, в которых Клейтон задействован как вокалист; он декламирует последний куплет в песне Your Blue Room, втором сингле альбома. Ранее этого Клейтон только подпевал на концертах в таких песнях, как Out of Control, I Will Follow, Twilight и Bullet the Blue Sky. После тура Popmart 1998 года Клейтон не пел с группой на концертах.
В 1996 году, всё ещё оставаясь в Нью-Йорке, Клейтон сотрудничал с Малленом для перезаписи музыкальной темы фильма «Миссия невыполнима».

## Стиль

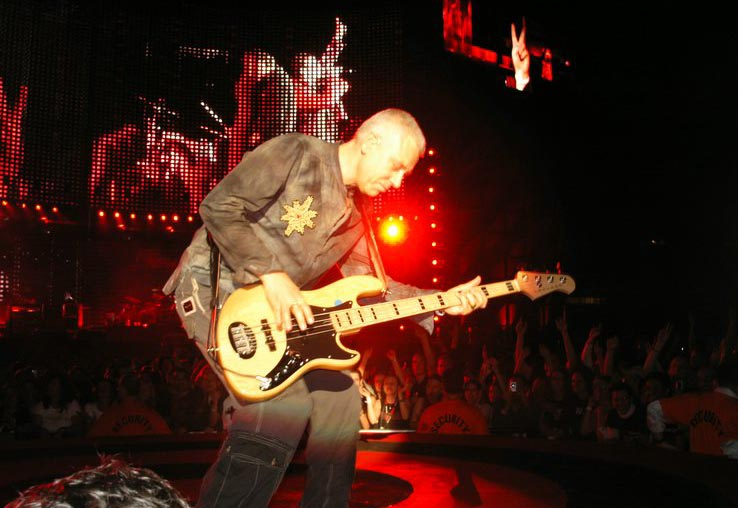
Вена, 2005 год

Как бас-гитарист, Адам Клейтон узнаваем благодаря своей уникальной манере игры и ритмам, которые прослеживаются во многих песнях, в особенности New Year’s Day (развившейся из попытки сыграть песню «Fade to Grey» группы Visage) и «With or Without You». Его манера впитала множество разных стилей, таких как мотаун, регги, и развилась за годы в U2. Он упоминает Пола Симонона из группы The Clash среди исполнителей, повлиявших на его музыкальный стиль.
Когда Клейтон присоединился к только что созданной группе U2, он не имел никакого специального образования по бас-гитаре. В результате его манера развивалась вообще без какого-либо официального обучения вплоть до 1995 года. В ранние годы U2 его бас был, как правило, простой партией в размере 4/4. Боно говорил о ранней игре Клейтона:

Адам делал вид, что умеет играть на басу. Он пришёл и начал бросаться словами вроде «высота струн» и «лад» и сбил нас с толку. У него был единственный усилитель, поэтому с ним никогда не спорили. Мы думали, этот парень — музыкант, он знает, о чём говорит, но однажды обнаружили, что он играет не те ноты, что-то не так, понимаете?
Оригинальный текст (англ.)Adam used to pretend he could play bass. He came round and started using words like action and fret and he had us baffled. He had the only amplifier so we never argued with him. We thought this guy must be a musician, he knows what he’s talking about and then one day we discovered he wasn’t playing the right notes, that’s what’s wrong, y’know?
— 
Однако же группа росла и развивалась, его игра усложнялась, как видно на примере альбомов 1987 года The Joshua Tree и 1988 — Rattle and Hum. Тем не менее, он продолжает играть несложные басы во многих песнях; например, «Beautiful Day» 2000 года с простой 8-нотной партией.
Клейтон пел в некоторых случаях, например, в «Endless Deep», второй стороне сингла «Two Hearts Beat as One» 1983 года. Также он декламирует последний куплет вышеупомянутой песни «Your Blue Room». Говорящего Клейтона можно услышать в аранжированной им записи песни «Tomorrow (’96 Version)», взятой из альбома October 1981 года. В немногих случаях он играет на гитаре, в основном концертное исполнение песни «40», где он и гитарист Эдж меняются инструментами. Также он исполняет на концертах клавишное вступление к песне «City of Blinding Lights».

## Музыкальное оборудование

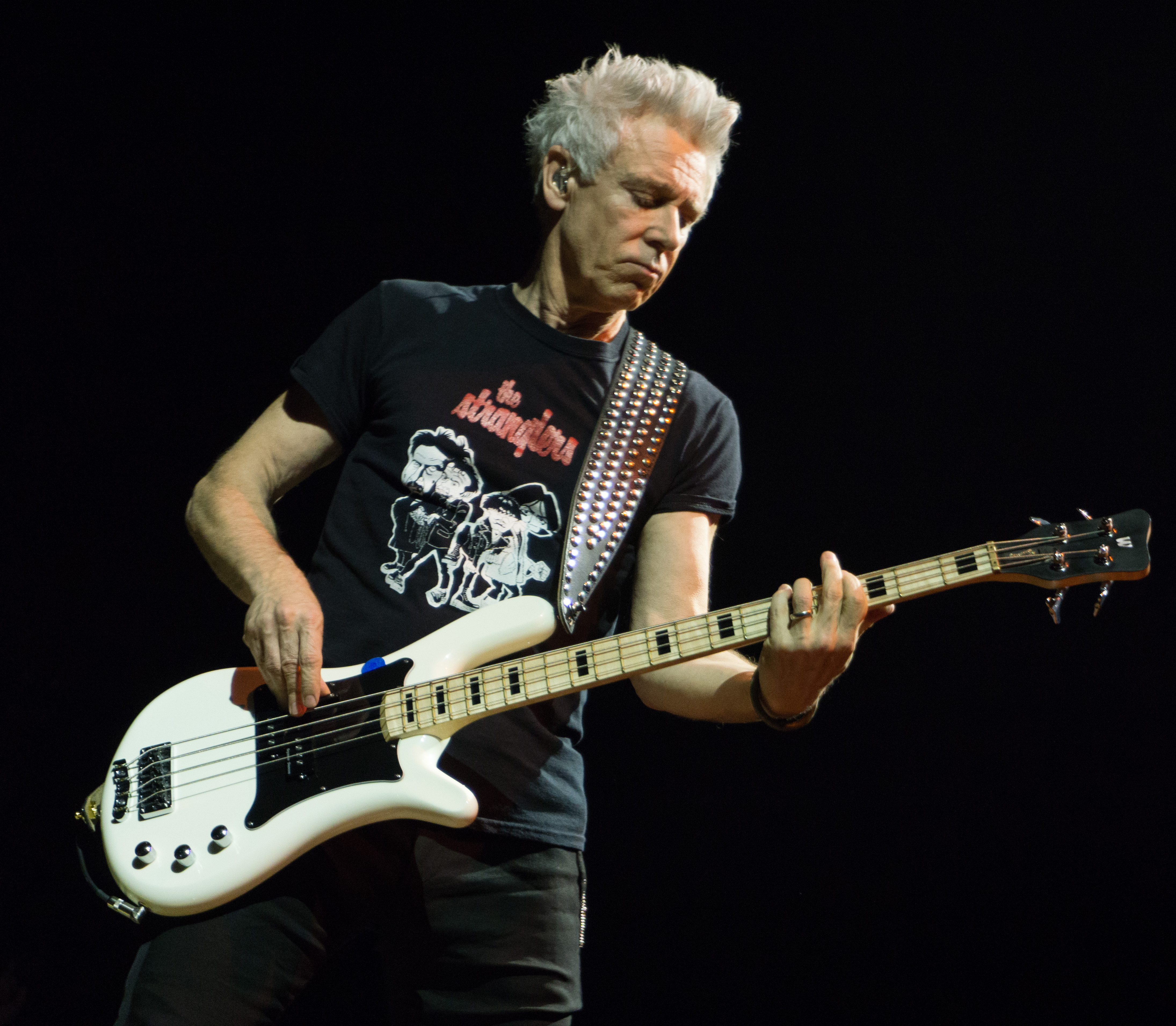
Дублин, 2015 год

Адам Клейтон использовал много разных бас-гитар, но самые часто используемые инструменты перечислены ниже:
- Fender Precision Bass
- Fender Jazz Bass
- Warwick Reverso
- Warwick Star Bass
- Gibson Thunderbird Bass
- Gibson Les Paul Triumph Bass
- Gibson Les Paul 70’s Recording Bass, модель неизвестна
- Lakland Joe Osborn Signature Bass
- Lakland Darryl Jones Signature Bass
- Auerswald Custom Bass

В течение своей карьеры Клейтон использовал обе модели бас-гитар Fender: и Precision, и Jazz. Его первой бас-гитарой, однако, была тёмно-коричневая копия Ibanez. Он использует усилители Aguilar, ранее Ashdown и медиаторы Herdim, как и его товарищ по группе Эдж. Precision Bass Клейтона модифицирован грифом от Fender Jazz; в интервью журналу Bass Player он сказал, что предпочитает гриф Jazz-баса, потому что он более «женственный» и лучше подходит под его левую руку.

## Сторонние проекты
В течение своей карьеры Адам Клейтон работал над несколькими сторонними проектами. Он играл для альбома Робби Робертсона 1987 года, а также выступал с Марией Мак-Ки. Вместе с Ларри Малленом-младшим они примкнули к Даниелю Лануа, продюсеру U2, для записи его альбома 1989 года Acadie, сыграв в песнях Still Water и Jolie Louise. В 1994 году Клейтон с напарником Малленом-младшим участвовал в записи альбома Нэнси Гриффит Flyer, играя в песнях These Days in an Open Book, Don’t Forget About Me, On Grafton Street и This Heart. Клейтон и Маллен также перезаписали саундтрек телесериала «Миссия невыполнима» для художественного фильма-ремейка 1996 года, изменив первоначальный тактовый размер основной темы с 5/4 на более простой 4/4. Саундтрек был записан, пока Маллен и Клейтон оба находились в Нью-Йорке на музыкальном обучении. Тема из фильма «Миссия невыполнима» номинировалась на премию «Грэмми» за «Лучшее инструментальное поп-исполнение» в 1997 году, поднявшись также в американском хит-параде Billboard Hot 100 на 8 место.

## Личная жизнь
В начале 1990-х годов Клейтон был короткое время помолвлен с британской супермоделью Наоми Кэмпбелл.
Также он имел долгие отношения с Сюзанной Смит, бывшей ассистенткой Пола Макгиннесса. Они заключили помолвку в 2006 году, но расстались в феврале 2007 года.
В 2010 году Клейтон стал отцом сына своей тогдашней возлюбленной, неизвестной француженки. В 2013 году он подтвердил, что они расстались.
4 сентября 2013 года Адам Клейтон женился. Его избранницей стала модель из Бразилии, Марианна Тейшейра де Карвальо. Музыкант и его будущая супруга встречались на протяжении четырёх лет. Адам сделал предложение руки и сердца в разгар бразильского карнавала. Свадьба прошла в Дублине. В июле 2017 года у пары родилась дочь Альба.

## Награды
- Офицер ордена Свободы (21 апреля 2005 года, Португалия)[23][24].
- Премия центра Кеннеди (2022).
- Адам Клейтон и U2 получили множество наград в течение своей карьеры, включая 22 премии «Грэмми». 7 из них получены в номинации «Лучшее исполнение рок-дуэта или группы с вокалом», по два раза за «Альбом года», «Запись года», «Песню года» и «Лучший рок-альбом»[5].